# Harmonisch gemiddelde
Het harmonisch gemiddelde is een speciaal gemiddelde, van toepassing bij het berekenen van gemiddelden van verhoudingsgetallen. Het harmonisch gemiddelde {\displaystyle h} is de inverse van het rekenkundig gemiddelde van de inversen van de {\displaystyle n} te middelen getallen {\displaystyle x_{1},\ldots ,x_{n}}. In formule:
{\displaystyle h={\frac {1}{{1 \over n}\sum _{i=1}^{n}{1 \over x_{i}}}}={\frac {n}{\sum _{i=1}^{n}{1 \over x_{i}}}}}
Deze formule wordt vaak geschreven als:
{\displaystyle {\frac {1}{h}}={1 \over n}\sum _{i=1}^{n}{1 \over x_{i}}}

## Voorbeeld
De gemiddelde snelheid van twee ritten over dezelfde afstand, gereden met verschillende maar constante snelheid, is het harmonisch gemiddelde van de beide snelheden. Als de heenreis wordt gereden met 100 km/u en de terugreis met 120 km/u, is de gemiddelde snelheid van de totale rit het harmonisch gemiddelde van de twee snelheden, 109 km/u. Als in plaats van de lengte, de tijdsduur van de ritten gelijk is, dient men het rekenkundig gemiddelde te gebruiken.

## Toepassing
In de verkeerskunde wordt het harmonische gemiddelde van snelheden (berekend uit de gemeten passeersnelheden van voertuigen op een wegdoorsnede) gebruikt in verkeersafwikkelingsberekeningen.
Als in de elektrotechniek elk van parallel geschakelde weerstanden vervangen wordt door het harmonisch gemiddelde van die weerstanden, is de vervangingsweerstand hetzelfde. Analoog geldt dit voor het geleidingsvermogen van in serie geschakelde weerstanden.
Bij vermogensbeheer vindt het harmonisch gemiddelde toepassing bij de berekening van de gemiddelde aankoopprijs van aandelen in een bepaalde periode. Als bijvoorbeeld een investeerder elke maand voor 500 euro aandelen koopt en de aandelen kosten respectievelijk over de 3 maanden 5 euro, 6 euro en 7 euro, dan is de gemiddelde aankoopprijs van een aandeel het harmonisch gemiddelde:
{\displaystyle {\frac {3}{1/5+1/6+1/7}}=5{,}89{\text{ euro}}}
De eerste maand kocht de investeerder immers 500/5 aandelen, de tweede maand 500/6 en de derde maand 500/7, samen voor een bedrag van 1500 euro. De gemiddelde aankoopprijs is dus:
{\displaystyle {\frac {1500}{500/5+500/6+500/7}}={\frac {3}{1/5+1/6+1/7}}}